# 酉の市

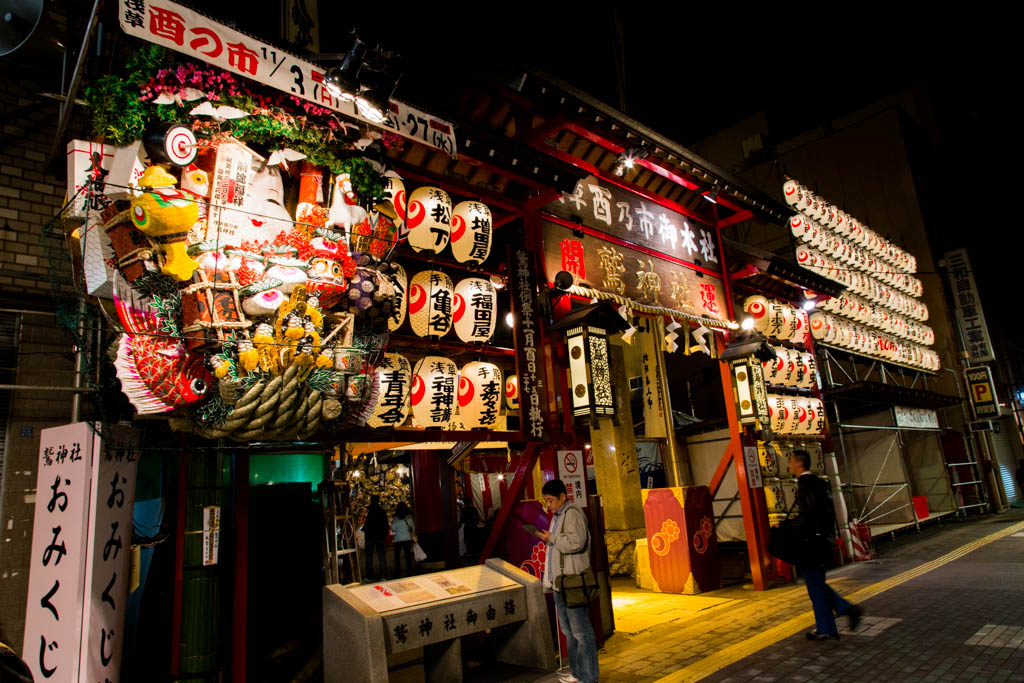
鷲神社 (台東区)の酉の市

酉の市（とりのいち）は、例年11月の酉の日に行われる祭。酉の祭（とりのまち）、大酉祭（おおとりまつり）、お酉様（おとりさま）ともいう。

## 概説

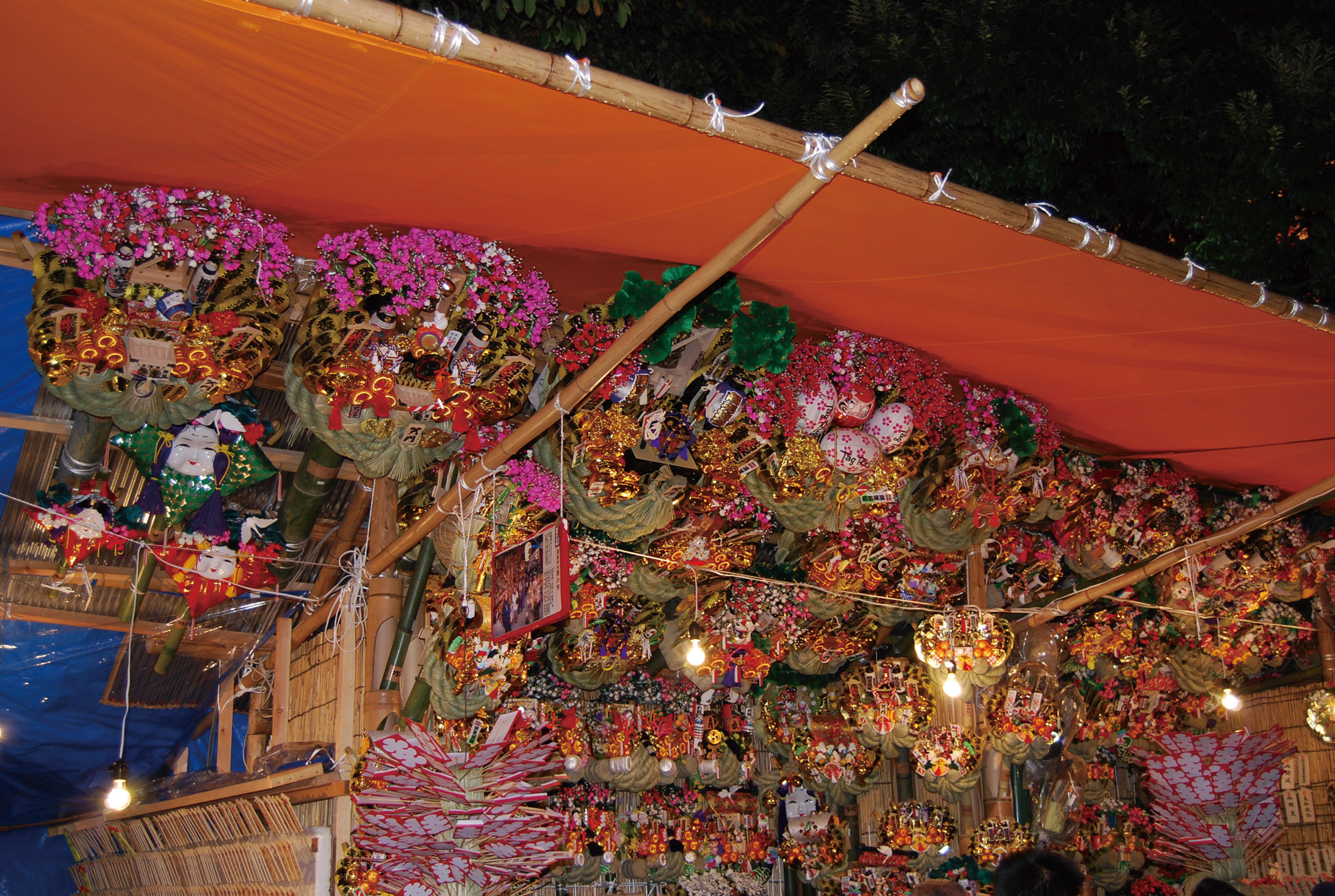
花園神社（東京都新宿区）の「酉の市」で、縁起熊手を売る露店

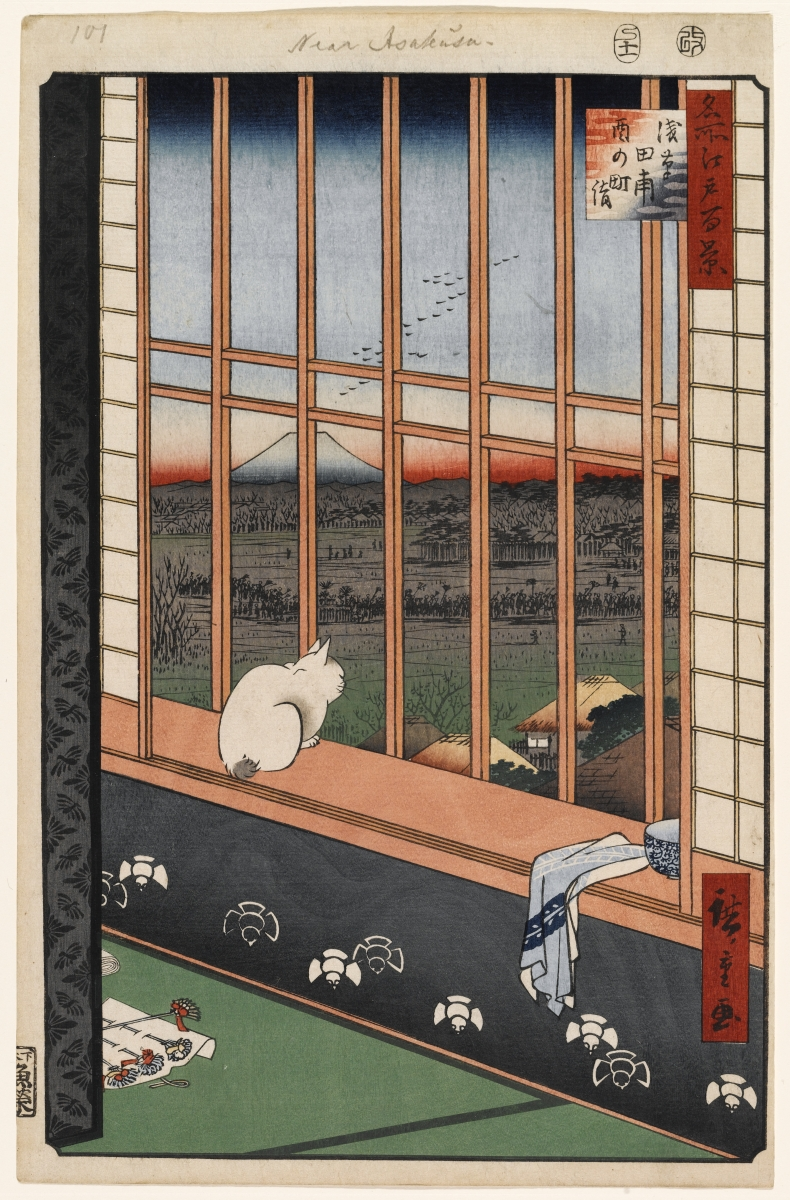
歌川広重『名所江戸百景』より「浅草田圃酉の町」。吉原妓楼の一室から、鷲神社へ参る人の賑いを遠くに望む。

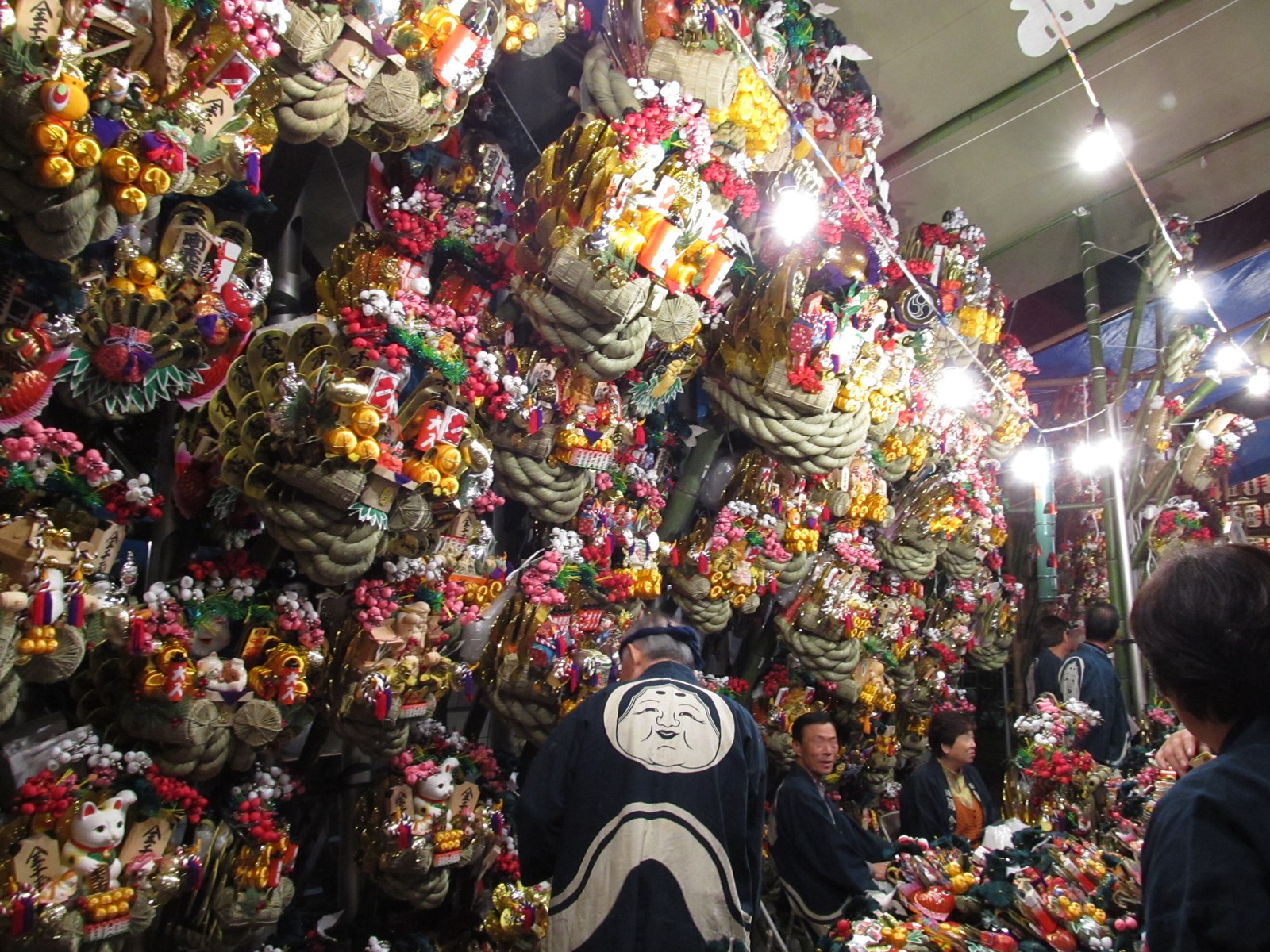
大國魂神社の末社・大鷲神社の「酉の市」で、縁起熊手を売る露店。

酉の市は、鷲神社、酉の寺、大鳥神社など鷲や鳥にちなむ寺社の年中行事として知られ、関東地方を中心とする祭りである。多くの露店で、威勢よく手締めして「縁起熊手」を売る祭の賑わいは、年末の風物詩である。
鷲神社は、日本武尊（やまとたけるのみこと）を祀り、武運長久、開運、商売繁盛の神として信仰される。関東地方では鷲宮神社（埼玉県久喜市）が鷲神社の本社とされる。同社の祭神は、天穂日命、武夷鳥命、大己貴命である。日本武尊が東征の際、同社で戦勝を祈願したとされる。古くからこの神社を中心に「酉の日精進」の信仰が広まり、12月の初酉の日には大酉祭が行われる。
江戸時代には、武蔵国南足立郡花又村（現・東京都足立区花畑）にある大鷲神社（鷲大明神）が栄え、「本酉」と言われた。この花又鷲大明神を産土神とする近在住民の収穫祭が、江戸酉の市の発祥とされる。現在の同社の祭神は日本武尊で、東征からの帰還の際、同地で戦勝を祝したとされる。江戸時代には、花又の鷲大明神（本地）は鷲の背に乗った釈迦とされた。この神社の酉の市は、15世紀初めの応永年間に始まるとされ、参詣人は、鶏を献納して開運を祈り、祭が終了した後浅草観音堂前（浅草寺）に献納した鶏を放った。
江戸時代後期から、最も著名な酉の市は、浅草の鷲神社（おおとりじんじゃ）と酉の寺 長國寺（とりのてら ちょうこくじ）境内で行われた酉の市である。江戸時代には浅草の鷲大明神（本地）は鷲の背に乗る妙見菩薩とされた。「現在の足立区花畑の大鷲神社を「上酉、本酉」、千住にある勝専寺を「中酉」、浅草の鷲神社と酉の寺 長國寺を「下酉、新酉」と称しており、江戸時代に盛大な酉の市はこの3カ所であった。幕末には巣鴨、雑司ヶ谷などの大鳥神社でも酉の市が開催されるようになる。明治時代になると千住・勝専寺の酉の市は閉鎖されたが、江戸時代から続く酉の市はいくつかあり現在も賑わっている。
浅草の鷲神社と酉の寺 長國寺の東隣には新吉原という遊郭が存在し、酉の市御例祭の日には遊郭内が開放されたといわれ、地の利も加わり最も有名な酉の市として現在に至る。規模（熊手店約150店舗・露天約750店）賑わい（毎年70万人～80万人の人出）とも日本一の酉の市である。

## 酉の市で知られる寺社
酉の市は、商売繁盛を願う祭りとしてはえびす講と双璧をなすものであるが、えびす講が京阪神を中心に西日本のみならず東日本でも広く行われているものであるのに対し、発祥の地である関東地方周辺に限局する傾向が強く見られる。なお、明治以降静岡県浜松市、愛知県豊橋市の一部の寺社でも開催されるようになり、近年では名古屋市中村区の神社でも行われるようになっている。
酉の市を開催することで知られる著名な寺社には以下のものがある。下記以外にも関東地方南部で酉の市（熊手市）を行う寺社は複数ある。
- 大鷲神社（東京都足立区）　※江戸酉の市の発祥の神社
- 鷲神社（東京都台東区）　※関東三大酉の市のひとつで日本最大の酉の市、浅草酉の市が行われる
- 酉の寺・長國寺（東京都台東区）※浅草酉の市の発祥の寺
- 花園神社（東京都新宿区）　※合祀された大鳥神社の祭りであり、関東三大酉の市のひとつ
- 大國魂神社（東京都府中市）　※境内末社の大鷲神社の祭りであり、関東三大酉の市のひとつ
- 練馬大鳥神社（東京都練馬区）　※毎年11月の酉の日に酉の市をとり行い、数万人の人が訪れ賑わいを見せる。
- 鷲宮神社（埼玉県久喜市）　※大酉祭の元祖とされ、小規模ながら熊手市も行われる
- 熊野神社（群馬県前橋市）　※前橋の四大まつりのひとつ、前橋大酉祭が行われる
- 金刀比羅大鷲神社（神奈川県横浜市）　※酉の市は横浜市の無形民俗文化財

なお大鳥信仰の総本社とされる大鳥大社（大阪府堺市西区）では、11月酉の日に「酉の日祭」の祭礼はあるものの、関東地方のような熊手市や夜の屋台は無い。

## 由来
酉の市の由来は、神道と仏教の双方から、それぞれ異なる解説がされる。
神道の解説では、大酉祭の日に立った市を、酉の市の起源とする。大鳥神社（鷲神社）の祭神である日本武尊が、東征の戦勝祈願を鷲宮神社で行い、祝勝を花畑の大鷲神社の地で行った。これにちなみ、日本武尊が亡くなった日とされる11月の酉の日（鷲宮神社では12月の初酉の日）には大酉祭が行われる。また、浅草・鷲神社の社伝では、日本武尊が鷲神社に戦勝のお礼参りをしたのが11月の酉の日であり、その際、社前の松に武具の熊手を立て掛けたことから、大酉祭を行い、熊手を縁起物とするとしている。
仏教（浅草酉の寺・長國寺）の解説では、鷲妙見大菩薩の開帳日に立った市を酉の市の起源とする。1265年（文永2年）11月の酉の日、日蓮宗の宗祖・日蓮が、上総国鷲巣（現・千葉県茂原市）の小早川家（現・大本山鷲山寺）に滞在の折、国家平穏を祈ったところ、明星（金星）が明るく輝きだし、鷲妙見大菩薩が鷲の背に乗り現れ出た。これにちなみ、浅草の長國寺では、創建以来、11月の酉の日に鷲山寺から鷲妙見大菩薩の出開帳が行われた。その後1771年（明和8年）長國寺に鷲妙見大菩薩（鷲大明神）が勧請され、11月の酉の日に開帳されるようになった。
実際の祭りは、花又の鷲大明神の近在農民による収穫祭が発端といわれる。鷲大明神は鶏大明神とも呼ばれ当時氏子は鶏肉を食べる事を忌み、社家は鶏卵さえ食べない。近郷農民は生きた鶏を奉納し祭が終わると浅草寺観音堂前に放ったのである。このように鶏を神とも祀った社は、綾瀬川に面しているため水運による人、物の集合に好適であった。そのため酉の日に立つ市には江戸市中からの参詣者も次第に多くなり、そこでは社前で辻賭博が盛大に開帳されたが安永年間に出された禁止令により賑わいは衰微する。
かわって、酉の市の盛況ぶりは浅草の鷲大明神へと移り、最も賑わう酉の市として現在に至るのである。また浅草鷲大明神の東隣に新吉原が控えていたことも浅草酉の市が盛況を誇る大きな要因であった。時代が下るにつれ江戸の各地で酉の市が開かれるようになり、今では関東の多くの寺社で開催されるようになった。
このように酉の市とは、秋の収穫物や実用の農具が並んだ近郊農村の農業市が江戸市中へと移行するに従い、招福の吉兆を満載した飾り熊手などを市の縁起物とする都市型の祭へと変遷してきたのである。

## 習俗

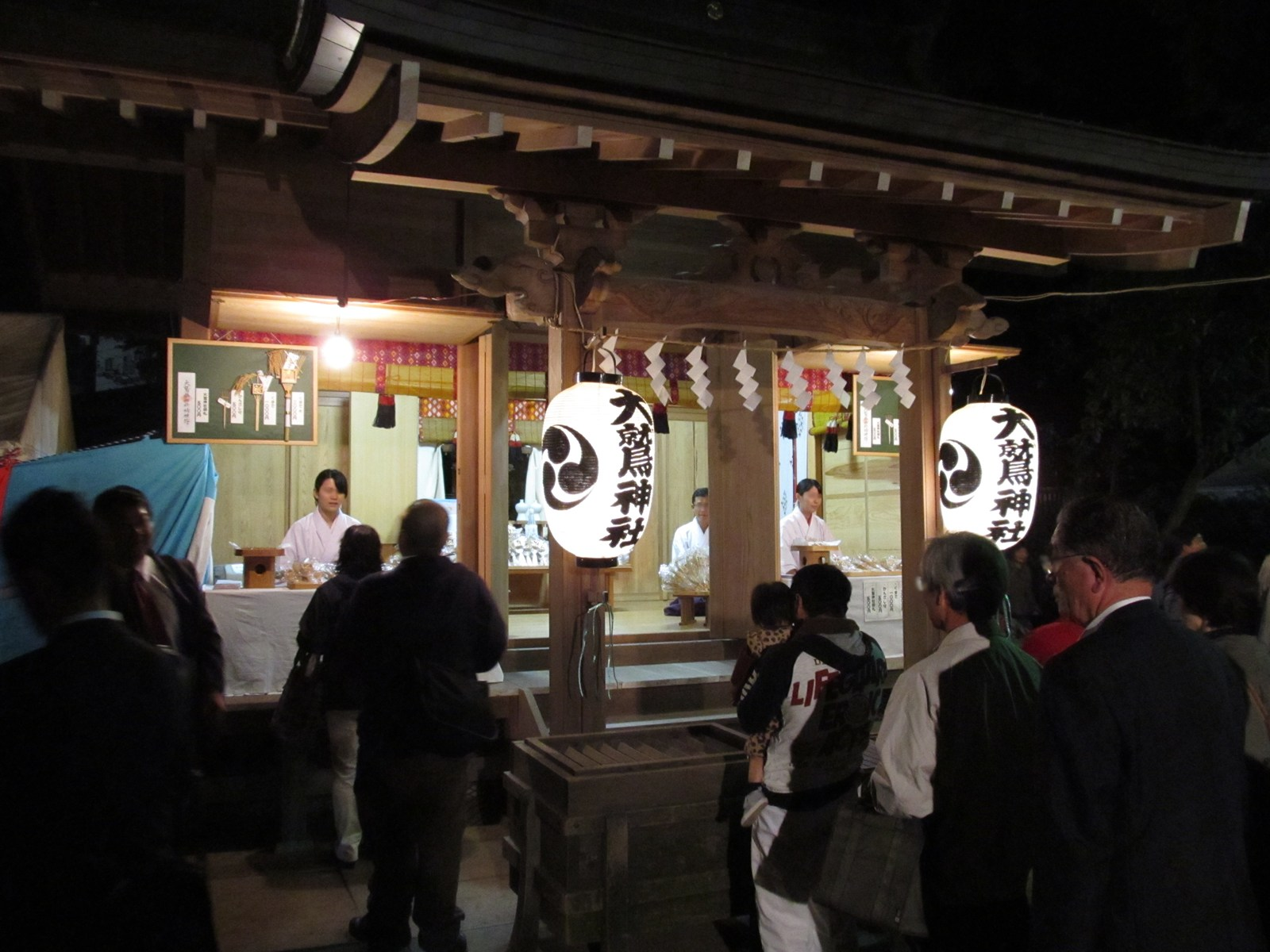
大鷲神社の酉の市。神社が熊手を頒布している。

### 熊手守りと縁起熊手
「酉の市」の立つ日には、おかめや招福の縁起物を飾った「縁起熊手」を売る露店が立ち並ぶ。また、市を開催する寺社からは小さな竹熊手に稲穂や札をつけた「熊手守り」が授与され、福を「掃き込む、かきこむ」との洒落にことよせ「かっこめ」と呼ばれている。元々は鷲神社周辺の農民のために縁日の境内で熊手や鍬などの農具を販売していたのが、次第におかめなどの縁起物がオマケとして農具につけられるようになり、それが今日の装飾熊手の由来となっている。
酉の市の縁起物は、江戸時代より熊手の他に「頭の芋（とうのいも）」（唐の芋）や粟でつくった「黄金餅（こがねもち）」があった。頭の芋は頭（かしら）になって出世する、芋は子芋を数多く付ける事から子宝に恵まれるとされ、黄金餅は金持ちになれるといわれた。しかし幕末頃から売られるようになった「切り山椒」が黄金餅に変わって市の縁起物となり今日にいたっている。本格的な寒さを迎えるこの時期、これを食べれば風邪を引かないといわれる。
縁起物の代表である熊手は、鷲が獲物をわしづかみすることになぞらえ、その爪を模したともいわれ、福徳をかき集める、鷲づかむという意味が込められている。熊手は熊手商と買った（勝った）、まけた（負けた）と気っ風の良いやり取りを楽しんで買うものとされ、商談が成立すると威勢よく手締めが打たれる（商品額をまけさせて、その差し引いた分を店側に「ご祝儀」として渡すことを「粋な買い方」とする人もおり、手締めはこの「ご祝儀」を店側が受け取った場合に行われる場合が多い。つまり、この方法でいくと結局は定額を支払っているわけだが、ご祝儀については明確に決まっているわけではなく、差し引き分以上の場合もあれば、小銭程度であったりと買い手側の意思に依存している）。熊手は大小様々なものが売られており、主に売り手の思惑により年々大きくしてゆくものともされている。

### 三の酉
「酉の日」は、毎日に十干十二支を当てて定める日付け法で「酉」に当たる日のこと。酉の日は12日おきに巡ってくる。ひと月は30日なので、日の巡り合わせにより、11月の酉の日は2回の年と3回の年がある。初酉を「一の酉」、次を「二の酉」、3番目を「三の酉」と言う。「三の酉」まである年は火事が多いと言われるが、その確証はない。そのため、三の酉がある年には平年にもまして、歳末にかけて、社会一般で火の用心が心がけられ、熊手商の多くは縁起熊手に「火の用心」のシールを貼って売りだす。なお、三の酉は、およそ一年おきにあるため、さほど珍しいわけではない（「11月の「酉の日」一覧」を参照）。
また、浅草の鷲神社・酉の寺 長國寺では、吉原が近かった為、酉の市にかこつけて旦那衆が家を空け吉原に遊びに行くのを防ぐために、家の女房が三の酉は火事が多いと言ったとの説もある。

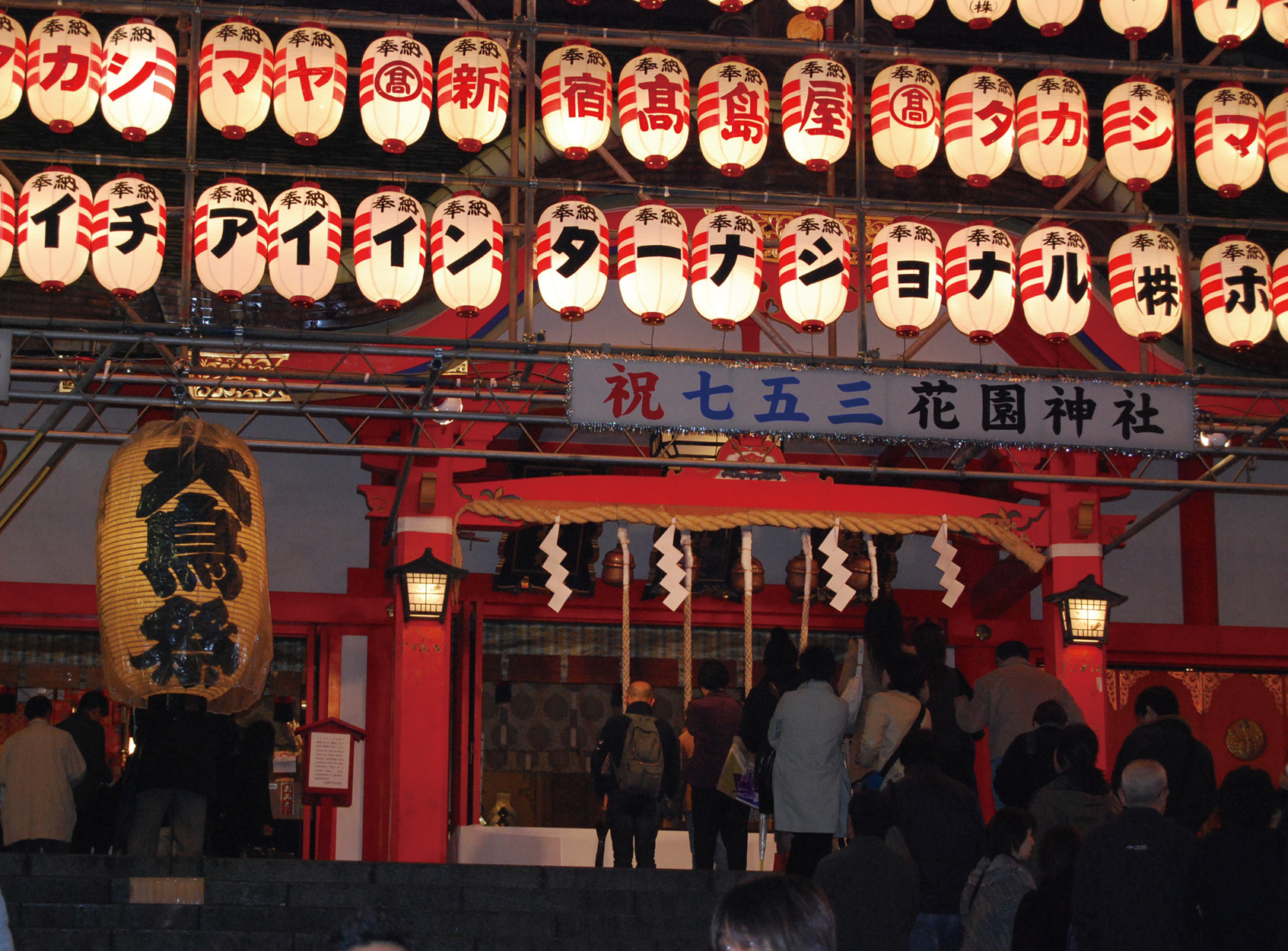
花園神社の様子
飾られている大きな熊手（大國魂神社）
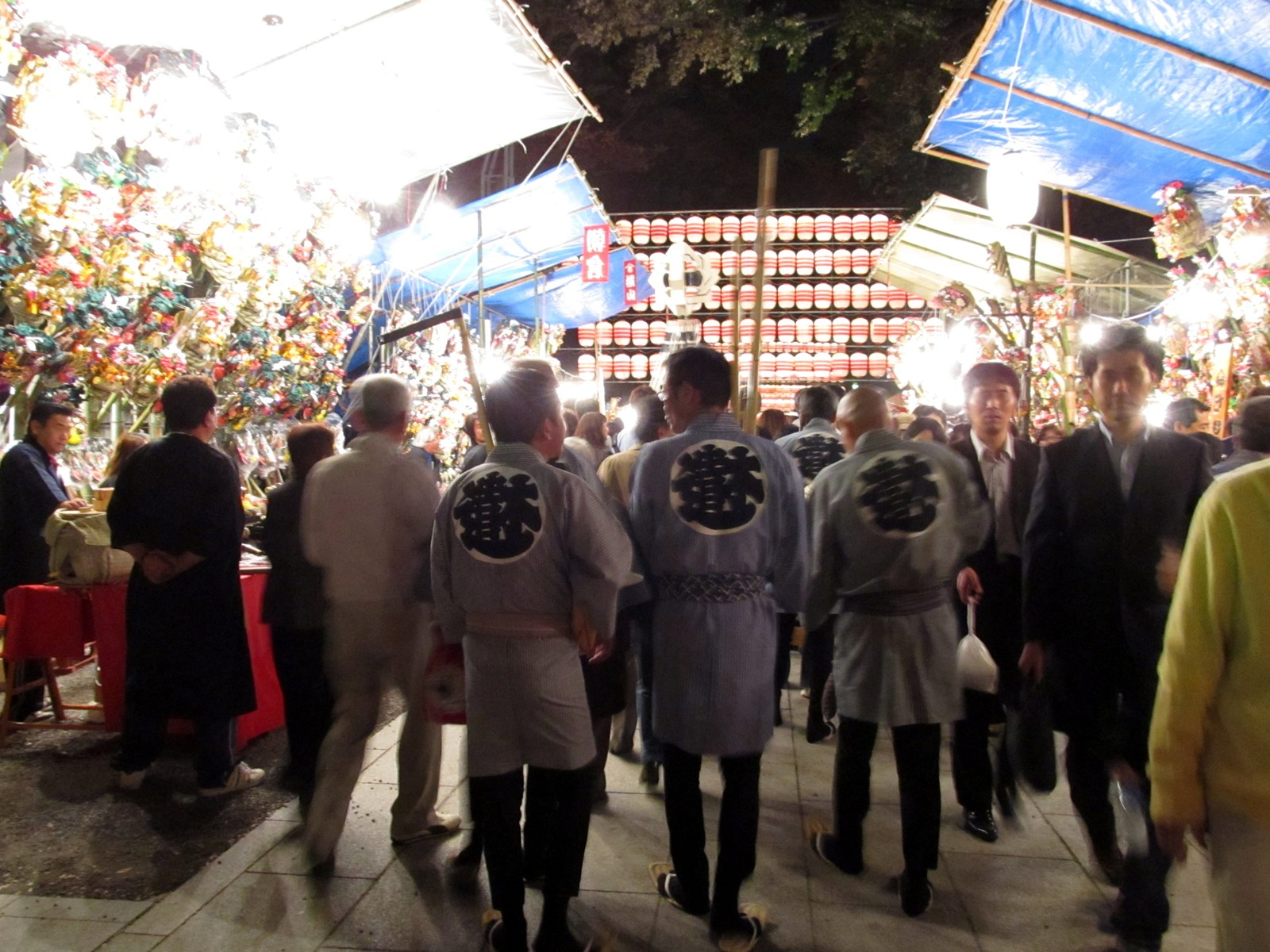
にぎやかな酉の市の様子
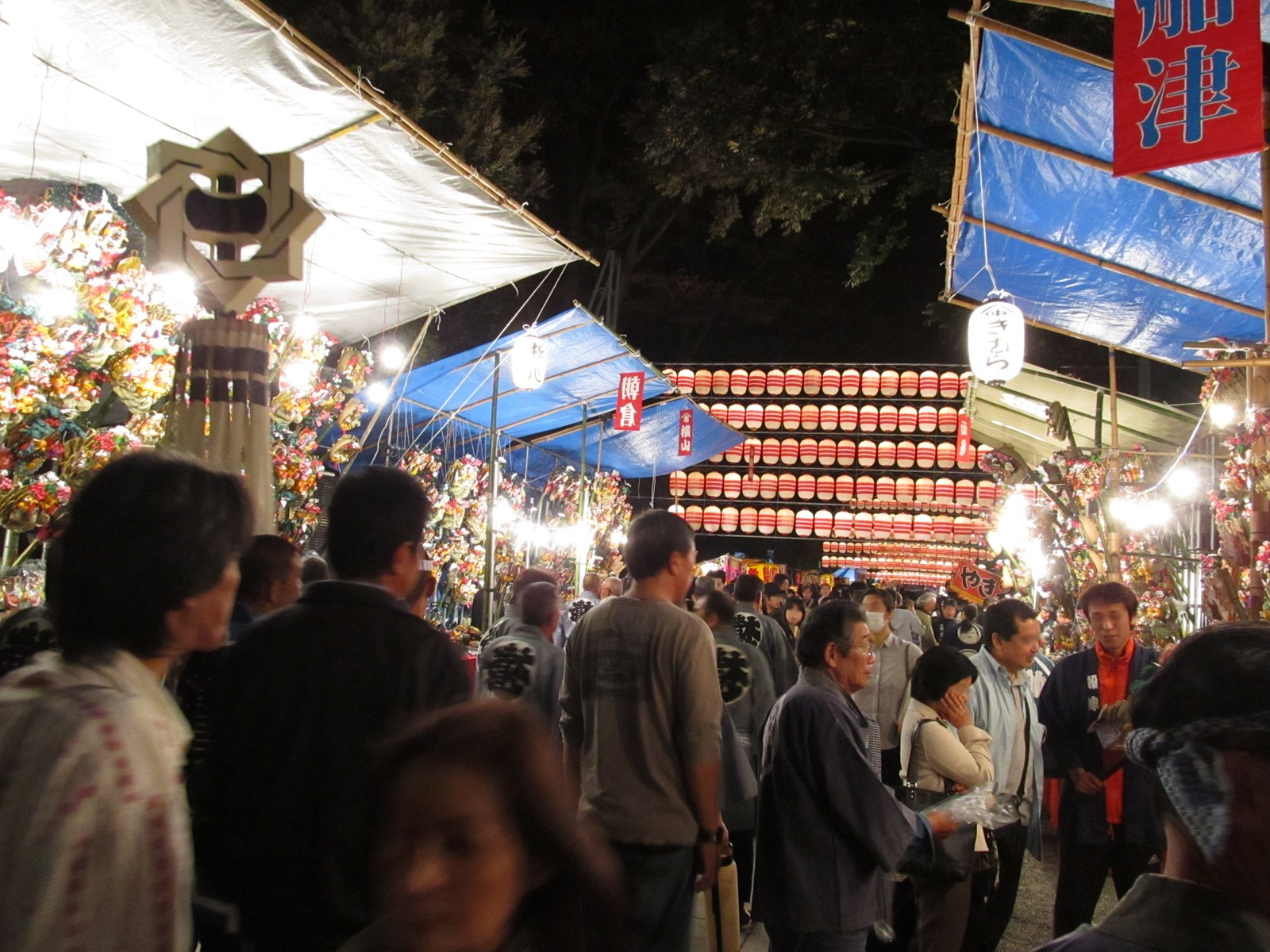
露店による熊手の販売の様子
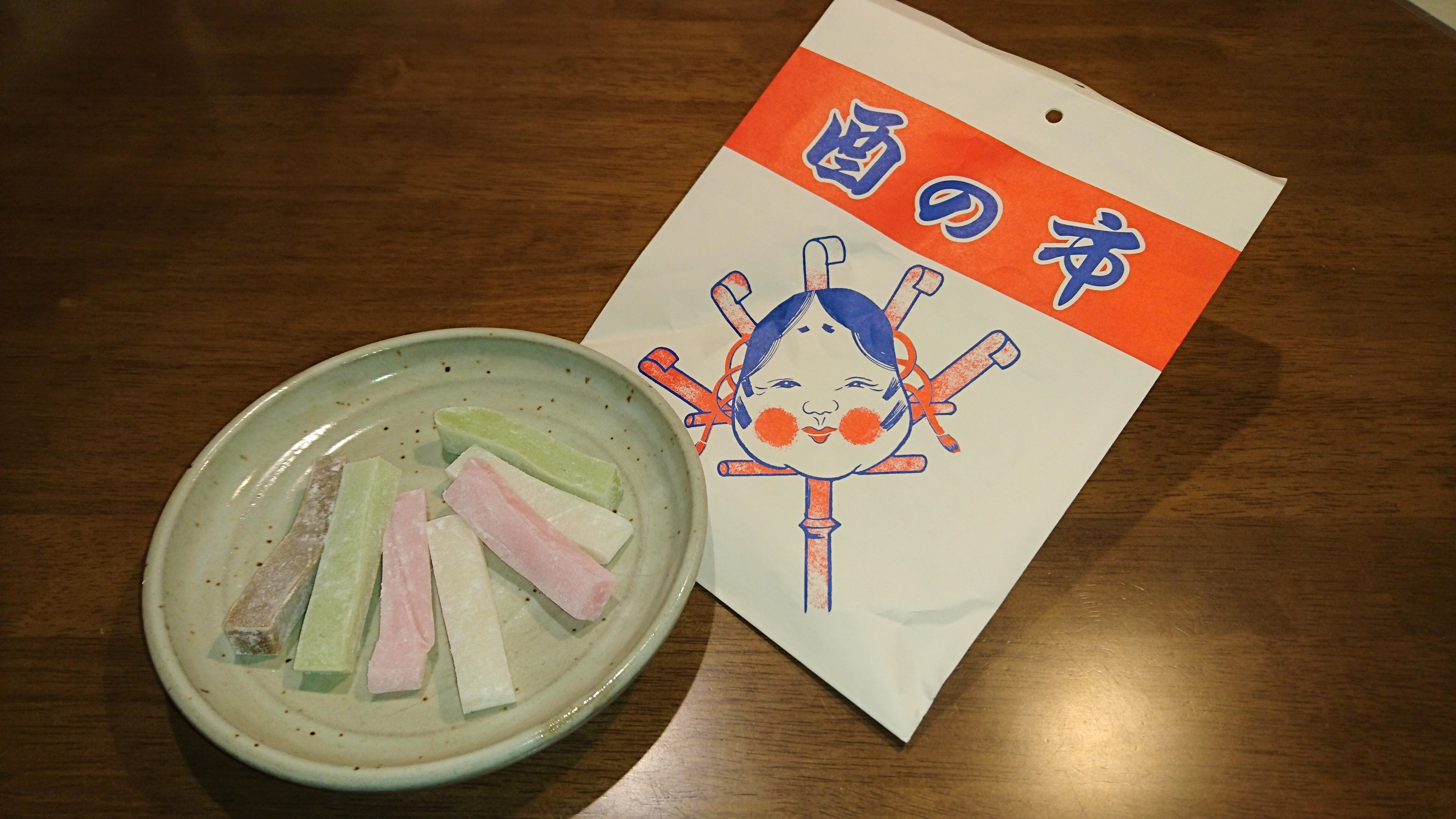
切り山椒

## 11月の「酉の日」一覧
| 年                 | 月   | 日     | 日     | 日     |
| 年                 | 月   | 一の酉 | 二の酉 | 三の酉 |
| ------------------ | ---- | ------ | ------ | ------ |
| 2009年（平成21年） | 11月 | 12日   | 24日   |        |
| 2010年（平成22年） | 11月 | 7日    | 19日   |        |
| 2011年（平成23年） | 11月 | 2日    | 14日   | 26日   |
| 2012年（平成24年） | 11月 | 8日    | 20日   |        |
| 2013年（平成25年） | 11月 | 3日    | 15日   | 27日   |
| 2014年（平成26年） | 11月 | 10日   | 22日   |        |
| 2015年（平成27年） | 11月 | 5日    | 17日   | 29日   |
| 2016年（平成28年） | 11月 | 11日   | 23日   |        |
| 2017年（平成29年） | 11月 | 6日    | 18日   | 30日   |
| 2018年（平成30年） | 11月 | 1日    | 13日   | 25日   |

| 年                 | 月   | 日     | 日     | 日     |
| 年                 | 月   | 一の酉 | 二の酉 | 三の酉 |
| ------------------ | ---- | ------ | ------ | ------ |
| 2019年（令和元年） | 11月 | 8日    | 20日   |        |
| 2020年（令和02年） | 11月 | 2日    | 14日   | 26日   |
| 2021年（令和03年） | 11月 | 9日    | 21日   |        |
| 2022年（令和04年） | 11月 | 4日    | 16日   | 28日   |
| 2023年（令和05年） | 11月 | 11日   | 23日   |        |
| 2024年（令和06年） | 11月 | 5日    | 17日   | 29日   |
| 2025年（令和07年） | 11月 | 12日   | 24日   |        |
| 2026年（令和08年） | 11月 | 7日    | 19日   |        |
| 2027年（令和09年） | 11月 | 2日    | 14日   | 26日   |
| 2028年（令和10年） | 11月 | 8日    | 20日   |        |

- 参照資料：暦変換ツール【換暦】

## 違い
- 埼玉県 : おかめ市（おかめいち）と呼び12月に行われる事がある。